# Convenzione per il riconoscimento e l'esecuzione delle sentenze arbitrali straniere
La Convenzione di New York del 1958 (dicitura integrale: Convenzione per il riconoscimento e l'esecuzione delle sentenze arbitrali straniere) è un trattato internazionale multilaterale firmato nell'ambito della Conferenza diplomatica delle Nazioni Unite a New York il 10 giugno 1958, entrato in vigore il 7 giugno 1959 e ratificato dal Parlamento italiano con la legge n. 62 del 19 gennaio 1968 (con efficacia stabilita a partire dal 1º maggio 1969).

## Oggetto della convenzione
La Convenzione di New York è stata uno strumento fondamentale a livello internazionale per favorire il riconoscimento delle sentenze arbitrali (cioè di arbitrato, una delle ADR) pronunciate nell'ambito degli Stati firmatari. La procedura in essa prevista rende più facile e veloce l'esecuzione dei cosiddetti lodi arbitrali tra Paesi diversi, riducendo in questo modo il rischio di rigetto dell'istanza di esecuzione del lodo stesso.
La Convenzione ha imposto agli Stati firmatari di non prevedere, relativamente al riconoscimento e all'esecuzione di sentenze arbitrali straniere, condizioni più gravose rispetto a quelle previste per le sentenze arbitrali nazionali.

## Riconoscimento del lodo straniero nell'ordinamento italiano
Il procedimento da essa introdotto stabilisce che, nell'ordinamento Italiano il provvedimento che dichiara l'efficacia del lodo arbitrale estero sia emesso inaudita altera parte da parte del Giudice monocratico presso il Tribunale, a condizione che siano rispettati i requisiti richiesti e previsti dall'art. 839 del Codice di procedura civile.
Riconoscimento ed esecuzione dei lodi stranieri.
Chi vuol far valere nella Repubblica un lodo straniero deve proporre ricorso al presidente della corte d'appello nella cui circoscrizione risiede l'altra parte; se tale parte non risiede in Italia è competente la corte d'appello di Roma.
Il ricorrente deve produrre il lodo in originale o in copia conforme, insieme con l'atto di compromesso, o documento equipollente, in originale o in copia conforme.
Qualora i documenti di cui al secondo comma non siano redatti in lingua italiana la parte istante deve altresì produrne una produzione certificata conforme.
Il presidente della corte d'appello, accertata la regolarità formale del lodo, dichiara con decreto l'efficacia del lodo straniero nella Repubblica, salvoché:
1) la controversia non potesse formare oggetto di compromesso secondo la legge italiana;
2) il lodo contenga disposizioni contrarie all'ordine pubblico.»
Chi si oppone al riconoscimento del lodo sulla base dei motivi previsti dall'art. 840 del Codice di procedura civile, presenta formale opposizione entro 30 giorni (a pena di decadenza) dalla notifica del decreto emanato dal Tribunale monocratico; l'opposizione deve necessariamente essere presentata presso la Corte d'appello territorialmente competente. Va sottolineato che anche il soggetto che ha presentato istanza di riconoscimento del lodo, in caso di esito negativo, può presentare opposizione presso la medesima autorità giudicante.
Opposizione.
Contro il decreto che accorda o nega l'efficacia del lodo straniero è ammessa opposizione da proporsi con citazione dinanzi alla corte d'appello entro trenta giorni dalla comunicazione, nel caso di decreto che nega l'efficacia, ovvero dalla notificazione nel caso di decreto che l'accorda.
In seguito all'opposizione il giudizio si svolge a norma degli articoli 645 e seguenti in quanto applicabili. La corte d'appello pronuncia con sentenza impugnabile per cassazione.
Il riconoscimento o l'esecuzione del lodo straniero sono rifiutati dalla corte d'appello se nel giudizio di opposizione la parte contro la quale il lodo invocato prova l'esistenza di una delle seguenti circostanze:
1) le parti della convenzione arbitrale erano incapaci in base alla legge ad essi applicabile oppure la convenzione arbitrale non era valida secondo la legge alla quale le parti l'hanno sottoposta o, in mancanza di indicazione a tale proposito, secondo la legge dello Stato in cui il lodo è stato pronunciato;
2) la parte nei cui confronti il lodo invocato non è stata informata della designazione dell'arbitro o del procedimento arbitrale o comunque è stata nell'impossibilità di far valere la propria difesa nel procedimento stesso;
3) il lodo ha pronunciato su una controversia non contemplata nel compromesso o nella clausola compromissoria, oppure fuori dei limiti del compromesso o della clausola compromissoria; tuttavia, se le statuizioni del lodo che concernono questioni sottoposte ad arbitrato possono essere separate da quelle che riguardano questioni non sottoposte ad arbitrato, le prime possono essere riconosciute e dichiarate esecutive;
4) la costituzione del collegio arbitrale o il procedimento arbitrale non sono stati conformi all'accordo delle parti o, in mancanza di tale accordo, alla legge del luogo di svolgimento dell'arbitrato;
5) il lodo non è ancora divenuto vincolante per le parti o è stato annullato o sospeso da un'autorità competente dello Stato nel quale, o secondo la legge del quale, è stato reso.
Allorché l'annullamento o la sospensione dell'efficacia del lodo straniero siano stati richiesti all'autorità competente indicata nel numero 5) del terzo comma, la corte d'appello può sospendere il procedimento per il riconoscimento o l'esecuzione del lodo; su istanza della parte che ha richiesto l'esecuzione può, in caso di sospensione, ordinare che l'altra parte presti idonea garanzia.
Il riconoscimento o l'esecuzione del lodo straniero sono altresì rifiutati allorché la corte d'appello accerta che:
1. la controversia non potesse formare oggetto di compromesso secondo la legge italiana;
2. il lodo contenga disposizioni contrarie all'ordine pubblico.

Sono in ogni caso salve le norme stabilite in convenzioni internazionali.»
La Convenzione è attualmente ratificata da 156 paesi.

## Paesi aderenti alla Convenzione di New York
| Stato                     | Data di ratifica del trattato | Stato                | Data di ratifica del trattato |
| ------------------------- | ----------------------------- | -------------------- | ----------------------------- |
| Afghanistan               | 30 novembre 2005              | Albania              | 27 giugno 2001                |
| Algeria                   | 7 febbraio 1989               | Antigua e Barbuda    | 2 febbraio 1989               |
| Argentina                 | 14 marzo 1989                 | Armenia              | 29 dicembre 1997              |
| Australia                 | 26 marzo 1975                 | Austria              | 2 maggio 1961                 |
| Azerbaigian               | 29 febbraio 2000              | Bahamas              | 20 dicembre 2006              |
| Bahrein                   | 6 aprile 1988                 | Bangladesh           | 6 maggio 1992                 |
| Barbados                  | 16 marzo 1993                 | Bielorussia          | 15 novembre 1960              |
| Belgio                    | 18 agosto 1975                | Benin                | 16 maggio 1974                |
| Bolivia                   | 28 aprile 1995                | Bosnia ed Erzegovina | 1º settembre 1993             |
| Botswana                  | 20 dicembre 1971              | Brasile              | 7 giugno 2002                 |
| Brunei                    | 25 luglio 1996                | Bulgaria             | 10 ottobre 1961               |
| Burkina Faso              | 23 marzo 1987                 | Cambogia             | 5 gennaio 1960                |
| Camerun                   | 19 febbraio 1988              | Canada               | 12 maggio 1986                |
| Rep. Centrafricana        | 15 ottobre 1962               | Cile                 | 4 settembre 1975              |
| Cina                      | 22 gennaio 1987               | Colombia             | 25 settembre 1979             |
| Costa Rica                | 26 ottobre 1987               | Costa d'Avorio       | 1º febbraio 1991              |
| Croazia                   | 26 luglio 1993                | Cuba                 | 30 dicembre 1974              |
| Cipro                     | 29 dicembre 1980              | Rep. Ceca            | 30 settembre 1993             |
| Danimarca                 | 22 dicembre 1972              | Gibuti               | 14 giugno 1983                |
| Dominica                  | 28 ottobre 1988               | Rep. Dominicana      | 11 aprile 2002                |
| Ecuador                   | 3 gennaio 1962                | Egitto               | 9 marzo 1959                  |
| El Salvador               | 26 febbraio 1998              | Estonia              | 30 agosto 1993                |
| Finlandia                 | 19 gennaio 1962               | Francia              | 26 giugno 1959                |
| Gabon                     | 15 dicembre 2006              | Georgia              | 2 giugno 1994                 |
| Germania                  | 30 giugno 1961                | Ghana                | 9 aprile 1968                 |
| Grecia                    | 16 luglio 1962                | Guatemala            | 21 marzo 1984                 |
| Guinea                    | 23 gennaio 1991               | Haiti                | 5 dicembre 1983               |
| Città del Vaticano        | 14 maggio 1975                | Honduras             | 3 ottobre 2000                |
| Ungheria                  | 5 marzo 1962                  | Islanda              | 24 gennaio 2002               |
| India                     | 13 luglio 1960                | Indonesia            | 7 ottobre 1981                |
| Iran                      | 15 ottobre 2001               | Irlanda              | 12 maggio 1981                |
| Israele                   | 5 gennaio 1959                | Italia               | 31 gennaio 1969               |
| Giamaica                  | 10 luglio 2002                | Giappone             | 20 giugno 1961                |
| Giordania                 | 15 novembre 1979              | Kazakistan           | 20 novembre 1995              |
| Kenya                     | 10 febbraio 1989              | Corea del Sud        | 8 febbraio 1973               |
| Kuwait                    | 28 aprile 1978                | Kirghizistan         | 18 dicembre 1996              |
| Laos                      | 17 giugno 1998                | Lettonia             | 14 aprile 1992                |
| Libano                    | 11 agosto 1998                | Lesotho              | 13 giugno 1989                |
| Liberia                   | 16 settembre 2005             | Lituania             | 14 marzo 1995                 |
| Lussemburgo               | 9 settembre 1983              | Macedonia del Nord   | 10 marzo 1994                 |
| Madagascar                | 16 luglio 1962                | Malaysia             | 5 novembre 1985               |
| Mali                      | 8 settembre 1994              | Malta                | 22 giugno 2000                |
| Isole Marshall            | 21 dicembre 2006              | Mauritania           | 30 gennaio 1997               |
| Mauritius                 | 19 giugno 1996                | Messico              | 14 aprile 1971                |
| Moldavia                  | 18 settembre 1998             | Monaco               | 2 giugno 1982                 |
| Mongolia                  | 24 ottobre 1994               | Montenegro           | 23 ottobre 2006               |
| Marocco                   | 12 febbraio 1959              | Mozambico            | 11 giugno 1998                |
| Nepal                     | 4 marzo 1998                  | Paesi Bassi          | 24 aprile 1964                |
| Nuova Zelanda             | 6 gennaio 1983                | Nicaragua            | 24 settembre 2003             |
| Niger                     | 14 ottobre 1964               | Nigeria              | 17 marzo 1970                 |
| Norvegia                  | 14 marzo 1961                 | Oman                 | 25 febbraio 1999              |
| Pakistan                  | 14 luglio 2005                | Panama               | 10 ottobre 1984               |
| Paraguay                  | 8 ottobre 1997                | Perù                 | 7 luglio 1988                 |
| Filippine                 | 6 luglio 1967                 | Polonia              | 3 ottobre 1961                |
| Portogallo                | 18 ottobre 1994               | Qatar                | 30 dicembre 2002              |
| Romania                   | 13 settembre 1961             | Russia               | 24 agosto 1960                |
| Saint Vincent e Grenadine | 12 settembre 2000             | San Marino           | 17 maggio 1979                |
| Arabia Saudita            | 19 aprile 1994                | Senegal              | 17 ottobre 1994               |
| Serbia                    | 12 marzo 2001                 | Singapore            | 21 agosto 1986                |
| Slovacchia                | 28 maggio 1993                | Slovenia             | 6 luglio 1992                 |
| Sudafrica                 | 3 maggio 1976                 | Spagna               | 12 maggio 1977                |
| Sri Lanka                 | 9 aprile 1962                 | Svezia               | 28 gennaio 1972               |
| Svizzera                  | 1º giugno 1965                | Siria                | 9 marzo 1959                  |
| Tanzania                  | 13 ottobre 1964               | Thailandia           | 21 dicembre 1959              |
| Trinidad e Tobago         | 14 febbraio 1966              | Tunisia              | 17 luglio 1967                |
| Turchia                   | 2 luglio 1992                 | Uganda               | 12 febbraio 1992              |
| Ucraina                   | 10 ottobre 1960               | Emirati Arabi Uniti  | 21 agosto 2006                |
| Regno Unito               | 24 settembre 1975             | Stati Uniti          | 30 settembre 1970             |
| Uruguay                   | 30 marzo 1983                 | Uzbekistan           | 7 febbraio 1996               |
| Venezuela                 | 8 febbraio 1995               | Vietnam              | 12 settembre 1995             |
| Zambia                    | 14 marzo 2002                 | Zimbabwe             | 26 settembre 1994             |

## Riferimenti normativi
- Legge 19 gennaio 1968, n. 62 - Adesione alla Convenzione per il riconoscimento e l'esecuzione delle sentenze arbitrali straniere, adottata a New York il 10 giugno 1958 e sua esecuzione.